# Primaires présidentielles du Parti démocrate américain de 2000
Les primaires présidentielles du Parti démocrate américain de 2000 ont opposé Al Gore à Bill Bradley.